# Zathura (romanzo)
Zathura è un romanzo per bambini scritto e illustrato da Chris Van Allsburg. La trama del romanzo è simile a quella di Jumanji, un altro romanzo dello stesso autore, a cui Zathura fa spesso riferimento, con una differente ambientazione (nello spazio anziché nella giungla). 

## Trama
La storia racconta di due ragazzi, Walter e Danny Budwing, che rimasti momentaneamente soli a casa, scoprono un gioco da tavolo fantascientifico in cui ogni cosa che accade al suo interno si ripercuote nella realtà. I due ragazzini quindi sono trasportati all'interno di un'avventura intergalattica, in cui la loro casa viene magicamente trasportata al centro dell'universo. Per finire il gioco, i due ragazzi dovranno resistere ad un giroscopio malfunzionante, ad una pioggia di meteoriti, alla bassa gravità, ad un robot difettoso ed agli alieni invasori Zorgon. Il gioco viene finalmente "completato", quando un buco nero manda Walter indietro nel tempo, prima che i due iniziassero a giocare a Zathura.

## Adattamento cinematografico
Nel 2005 è stato realizzato un film ispirato al libro Zathura - Un'avventura spaziale diretto da Jon Favreau e con Jonah Bobo nei panni di Danny e Josh Hutcherson nei panni di Walter.